# Смирнова Олександра Йосипівна
Олександра Йосипівна Смирнова (нар. 6 (18) березня 1809, Одеса — 7 (19) липня 1882, Париж), до шлюбу Россет, відома як Россеті та Смирнова-Россеті — фрейліна при російському імператорському дворі, знайома О. С. Пушкіна, В. А. Жуковського, М. В. Гоголя, М. Ю. Лермонтова. Їй приписують розповіді про життя російського суспільства першої половини XIX століття.

## Біографія
Народилася 6 (18) березня 1809 року, в Одесі, у сім'ї Йосипа Россета та Надії Россет (до шлюбу Лорер). Олександра була найстаршою дитиною в сім'ї, мала ще 4 братів. Батько — Йосип Іванови Россет походив з давнього заможного французького роду, працював комендантом Одеського порту. Мати — Надія Іванівна Россет, була за походженням грузинського та німецького родів. Коли дівчинці було 5 років, батько помер від чуми. Пізніше мати одружилася вдруге, віддавши дітей на виховання бабусі Катерині Євсеївній Лорер (до шлюбу Циціанівна). Коли діти підросли, вони навчалися в Петербурзі: сини в Пажеському корпусі, а Олександра — в Катерининському інституті.

## Фрейліна
Коли Олександра закінчувала Катеринський інститут, мати та бабуся дівчини померли. У 1826 році знатна безприданниця Смирнова Олександра (тоді ще Россет) була влаштована фрейліною при дворі, спочатку у імператриці-матері, а потім, у 1828 році, — у Олександри Федорівни, королівської дружини імператора Миколи I. Своєю красою, сміливим розумом привернула до себе масу шанувальників. Її друзями та фаворитами були поети та письменники: Пушкін, В. Ф. Одоєвський, П. А. Вяземський, Жуковський, М. В. Гоголь  [Архівовано 6 березня 2019 у Wayback Machine.] і багато інших.
Її фрейлінська кімната на четвертому поверсі також була вхожа в знаменитий салон Е. А. Карамзіної, дівчина також дружила з її падчеркою, Софією Миколаївною. Олександра хотіла одружитися з А. І. Кошелевим, та через розбіжності у світоглядах пара розійшлася.

## Шлюб
11 лютого 1832 року одружилася з Миколою Михайловичем Смирновим (1807—1870), чиновником Міністерства закордонних справ. Це була блискуча партія і шлюб за розрахунком. Згодом Смирнова говорила, що любила чоловіка не більше, ніж друга.
У 1833—1837 роках кілька разів виїжджала за кордон на лікування, жила в Берліні, Карлсбаді, Марієнбаде. На цей час припадає її знайомство з Н. Д. Кисельовим, яке перейшло у роман  [Архівовано 6 березня 2019 у Wayback Machine.].
Звістка про загибель Пушкіна застала Смирнову, коли вона була в Парижі, де чоловік служив в російському посольстві  [Архівовано 6 березня 2019 у Wayback Machine.].
Спадковість Россет була несприятливою. В молоді роки вона була схильна до депресій, до «чорної меланхолії». У 1846 році це проявилося дуже явно, і вона схиляється до релігійної обрядовості. Сучасні психіатри, аналізуючи її стан, говорять про виявлення судинного старечого недоумства. Не були винятком і її найближчі родичі, майже всі уражені психічними розладами — дочки Ольга, Софія, син Михайло. Три її брата також страждали від психічних порушень  [Архівовано 6 березня 2019 у Wayback Machine.].
Померла від запалення легенів в Парижі, згідно із заповітом похована в Москві в некрополі Донського монастиря.

## Діти
- хлопчик (мертвонароджений, жовтень 1832 р.) ;
- Олександра Миколаївна (1834 — 17.03.1837 рр.), близнючка, померла від менінгіту в Парижі;
- Ольга Миколаївна (1834—1893 рр.), фрейлін, неодружена;
- Софія Миколаївна (12.08.1836 — 1884 рр.), дружина князя Андрія Васильовича Трубецького (1822—1881 рр.);
- Надія Миколаївна (1840—1899 рр.), одружена (з 21.07.1865 р., Лондон) з Вільямом Сорреном;
- Михайло Миколайович (1847—1892 рр.), закінчив Одеський університет, біолог, член Паризького антропологічного товариства та Віденського товариства зоологів та ботаніків. Був одружений з дочкою тифліського купця.

З приводу перших двох пологів Смирнової Пушкін писав дружині. [Архівовано 6 березня 2019 у Wayback Machine.].

## В літературі
А. С. Пушкін: В альбом А. О. Смирнової
З записки до А. О. Россет
«Погляньте ж ви, діти …»
П. А. Вяземський: Чорні очі (Вяземський)
«І мовчки ви б розумницею уславилися …»
«Ви — Донна Сіль, часом і Донна Перець!..»
«До А. О. Россет-Смирнової (Жуковський)»
«Їй же» (Хомяков)
«Иностранка» (Хомяков)
«До А. О. Россет» (Хомяков)
«До *** (Дякую тобі!)» (Хомяков)
"А. О. Смирнової-Россет "(Аксаков)
«До *** (Колись я порив обурення)» (Аксаков)
"А. О. Смирнової-Россет "(Лермонтов)
«Любив я очі блакитні» (Туманський)
«Ні, ви не знаєте її …» (Растопчина)
Так само Смирнової-Россет був присвячений літературно-історичний нарис Андрія Борисовича Можаєва "А. О. Смирнова-Россет — Муза російської літератури "і фільм, знятий за нього.
Л. Бєлова — «Александріна». У своєму нарисі автор намагається підтримати версію про останнє кохання Лермонтова предметом якої нібито була Смирнова-Россет.

## Спогади
Підозри в їх справжності виникли ще під час їх публікації в 1893 році. «Записки» вивчали В. Д. Спасовіч, В. В. Каллаш, обидва вони прийшли до висновку, що вони підроблені. Аналіз тексту виявив суттєві анахронізми (наприклад, Пушкін розмірковує про романах Дюма «Три мушкетери» і Стендаля «Пармська обитель», написаних після його смерті) і збіг деяких ідей з щоденниками публікатора записок — дочки Россет, Ольги Миколаївни Смирнової.
Мабуть, це частково фальсифікація О. Н. Смирнової; якщо в її основі і лежать якісь усні розповіді матері, то виявити їх навряд чи можливо. Сама Ольга Миколаївна з одного боку стверджувала, що зібрала розрізнені записи матері на різних мовах, перевела їх і систематизувала, з іншого ж, що «нічого не виправляла, нічого не змінювала». Багато дослідників вказують, що на «Записках» лежить відбиток особистості Ольги Миколаївни і що «Записки» за стилем різко відрізняються від справжніх спогадів Олександри Йосипівни.
Думки ж про справжність «Записок» висловлювали Д. С. Мережковський, В. В. Сиповский, А. О. Андрійович і В. А. Розов.